# Dryopteris haitiensis
Dryopteris haitiensis là một loài dương xỉ trong họ Dryopteridaceae. Loài này được Urb. & Maxon mô tả khoa học đầu tiên năm 1924.
Danh pháp khoa học của loài này chưa được làm sáng tỏ. 